# Heeresgruppe

Militärisches Symbol der NATO für Heeresgruppen

Eine Heeresgruppe (Abkürzung HGr; Militärisches Symbol XXXXX) ist eine Kommandobehörde für die Zusammenfassung mehrerer militärischer Großverbände (Armee, Armeegruppe, Korps) unter einem einheitlichen Oberkommando, vorwiegend in der Zeit des Ersten und Zweiten Weltkrieges. Sie bildete eine typische Einrichtung des deutschen Heeres, fand aber auch Entsprechungen im Militär anderer Staaten, z. B. Front in Russland und der Sowjetunion.

## Heeresgruppen im deutschen Heer
Die Oberste Heeresleitung (OHL) führte das Heer zu Beginn des Ersten Weltkrieges mittels direkter Anweisungen an die einzelnen Armeeoberkommandos. Doch bald erwies es sich als unmöglich, mit den damaligen nachrichtentechnischen Mitteln eine Massenarmee von (nach der Mobilmachung) mehr als 3,9 Millionen Mann mit einer einzigen Zentralinstanz zu befehligen. Im Verlauf des Krieges gelang es zwar, den Nachrichtendienst mittels Fernsprecher und Telegrafie, der anfangs nur bis zur Korps-Ebene ging, bis zu den Divisionsstäben auszubauen. Und diese wurden dadurch auch in die Lage versetzt, wesentlich selbständiger zu operieren. Im Verlauf des Ersten Weltkrieges stieg allerdings die Zahl der Armeen von 8 auf 19, und es war nicht selten, dass mehrere Armeen an einem Kriegsschauplatz zusammen den Kampf zu führen hatten. Das machte ihre Zusammenfassung in Heeresgruppen (→ Heeresgruppe (Deutsches Kaiserreich)) mit jeweils eigener Führung notwendig. Aus diesem Grund ging man ab 1916 zunehmend dazu über, Armeen unter einem Heeresgruppenkommando zusammenzufassen. Diese fungierten dann als entlastende Zwischeninstanzen. Die Heeresgruppen unterstanden der OHL unmittelbar.
In der Zwischenkriegszeit verfügte die Reichswehr über zwei Gruppenkommandos, später sechs Heeresgruppenkommandos, die allerdings eher den Charakter von Armeeoberkommandos trugen, da ihnen lediglich Divisionen unterstanden (→ Heeresgruppe (Reichswehr)).
Im Zweiten Weltkrieg wurden auf deutscher Seite zahlreiche Heeresgruppen (→ Heeresgruppe (Wehrmacht)) formiert, die entweder dem Oberkommando des Heeres (OKH) oder dem Oberkommando der Wehrmacht (OKW) unterstanden. In einigen Fällen wurden jedoch auch regionale Oberbefehlshaber mit der Leitung mehrerer Heeresgruppen betraut. Neben ihrer operativen und/oder strategischen Bedeutung waren sie auch für die Verwaltung des ihnen unmittelbar unterstellten gegnerischen Landes (→ Befehlshaber des Rückwärtigen Heeresgebietes) zuständig.

## Heeresgruppen im Überblick

### Erster Weltkrieg

#### Entente

##### Frankreich
Die Französischen Streitkräfte stellten im Ersten Weltkrieg ab Oktober 1914 mehrere Heeresgruppen auf, die als Groupes d’armées bezeichnet wurden. Dies waren die:
- Groupe d’armées du Nord (G.A.N.)
- Groupe d’armées du Centre (G.A.C.)
- Groupe d’armées de l’Est (G.A.E.)
- Groupe d’armées de réserve (G.A.R.)

##### Sonstige
Eine vergleichbare Formation bildeten die „Fronten“ der Kaiserlich Russischen Armee. Auch die British Expeditionary Force an der Westfront (mit bis zu fünf Armeen) und die American Expeditionary Forces (mit zuletzt drei Armeen) können als faktische alliierte Heeresgruppen des Ersten Weltkriegs genannt werden.

#### Mittelmächte

##### Deutsches Reich
Folgende deutsche Heeresgruppen existierten im Ersten Weltkrieg:
An der Westfront:
- Heeresgruppe Deutscher Kronprinz
- Heeresgruppe Kronprinz Rupprecht
- Heeresgruppe Herzog Albrecht
- Heeresgruppe Gallwitz

An der Ostfront:
- Heeresgruppe Prinz Leopold
- Heeresgruppe Linsingen
- Heeresgruppe Eichhorn, später Heeresgruppe Eichhorn (Kiew)
- Heeresgruppe Woyrsch

An wechselnden Kriegsschauplätzen (Ostfront, Balkan, rumänische Front):
- Heeresgruppe Mackensen

Auf dem Balkan:
- Heeresgruppe Below/Heeresgruppe Scholtz

##### Österreich-Ungarn
Die k.u.k. Heeresgruppen gliederten sich wie folgt:
- k.u.k. Heeresgruppe Böhm-Ermolli
- k.u.k. Heeresgruppe Boroević
- k.u.k. Heeresgruppe Conrad
- k.u.k. Heeresgruppe Erzherzog Eugen
- k.u.k. Heeresgruppe Erzherzog Joseph
- k.u.k. Heeresgruppe Erzherzog Karl
- k.u.k. Heeresgruppe Kövess
- k.u.k. Heeresgruppe Tirol

##### Sonstige
Die osmanische Armee stellte 1917 die Heeresgruppe Yıldırım (von deutscher Seite als Heeresgruppe F bezeichnet) für den Einsatz im Vorderen Orient auf.

### Zweiter Weltkrieg

#### Deutsches Reich
Die Heeresgruppen der Wehrmacht wechselten im Laufe des Krieges mehrfache ihre Namen. Insgesamt existierten von 1939 bis 1945 folgende Heeresgruppen (wobei viele von ihnen im Laufe ihres Bestehens den Namen wechselten):
- Heeresgruppe A
- Heeresgruppe B
- Heeresgruppe C
- Heeresgruppe D
- Heeresgruppe E
- Heeresgruppe F
- Heeresgruppe G
- Heeresgruppe H
- Heeresgruppe Afrika
- Heeresgruppe Don
- Heeresgruppe Kurland
- Heeresgruppe Mitte
- Heeresgruppe Nord
- Heeresgruppe Nordukraine
- Heeresgruppe Oberrhein
- Heeresgruppe Ostmark
- Heeresgruppe Süd
- Heeresgruppe Südukraine
- Heeresgruppe Weichsel

#### Frankreich
Frankreich stellte insgesamt vier Heeresgruppen mit mehreren Armeen in der Verteidigung gegen den Westfeldzug der Wehrmacht auf:
- Heeresgruppe 1 unter Gaston Billotte und später Georges Maurice Jean Blanchard
- Heeresgruppe 2 unter André-Gaston Prételat und später Charles-Marie Condé
- Heeresgruppe 3 unter Benoît Besson
- Heeresgruppe 4 unter Charles Huntziger

#### Angloamerikanische Alliierte
Im angloamerikanischen Sprachraum wird die Ebene der Heeresgruppe als „Army Group“ bezeichnet. Diese entsprechen nicht einer deutschen Armeegruppe. Die alliierten Truppen formierten sechs derartige Heeresgruppen während des Zweiten Weltkrieges:
- 18th Army Group für den Afrikafeldzug (1943)
- 15th Army Group für den Italienfeldzug ab 1943
- 12th Army Group, 21st Army Group und 6th Army Group für die Kampagne in Westeuropa ab 1944
- 11th Army Group für den Burmafeldzug (1943–1944)
- 6th Army Group für die alliierte Landung in Südfrankreich (1944–1945)

Die zum Schein gebildete 1st US Army Group sollte vom eigentlichen Ziel der Landung in der Normandie ablenken und eine Landung im Pas-de-Calais vortäuschen.

#### Sowjetunion
Zahlreiche Fronten der Roten Armee, zumeist mit geographisch angelehnten Bezeichnungen, kamen im Deutsch-Sowjetischen Krieg sowie im Sowjetisch-Japanischen Krieg 1945 zum Einsatz.

#### Japan
Auf japanischer Seite entsprachen während des Pazifikkrieges die sogenannten Hauptarmeen (jap. 総軍, sōgun) der Ebene der Heeresgruppe.

### Kalter Krieg
Im Rahmen der Verteidigung von Europa durch die NATO bildete diese die „Army Group“ NORTHAG, CENTAG und SOUTHAG, die 1993 nach dem Ende des Kalten Krieges aufgelöst wurden.
AFCENT bestand aus der CENTAG und der NORTHAG inklusive der Britischen Rheinarmee.
Heute sind alle Kräfte dem Allied Joint Force Command Brunssum unterstellt.